# Aiqing mala tang
"爱情麻辣烫" (Sopa picante de amor) es una película romántica dirigida por Zhang Yang en 1997 y estrenada en abril de 1998 en toda China. El hilo conductor de la película es la historia de una pareja joven que está inmersa en los preparativos de su boda. Su camino se entrecruza con otras cinco historias que transcurren en un entorno urbano y que nos muestran lo diferentes que son los sentimientos inspirados por el amor en personas de distintas edades. Dichas historias: "Sonidos", "Mahjong", "Juguetes", "Trece especias" y "Fotografías" presentan un carácter cómico, sin perder nunca una perspectiva filosófica, que refleja los diversos aspectos de la naturaleza humana.
La película debe su nombre a la primera escena, en la que el prometido conoce a sus futuros suegros mientras comen una "Sopa picante", metáfora de que el amor es como una sopa en la que sus cinco sabores se corresponden con las penas y alegrías del enamoramiento.

## Reparto
Los actores principales que intervienen en cada una de las partes son: Gao Yuanyuan y Zhao Miao en “Sonidos”; Wen Xingyu, Liu Zhao y Ge Cunzhuang en “Mahjong”; Xu Fan y Guo Tao en “Juguetes”; Lu Liping , Pu Cunxin, Li Bin y Sun Yisheng en “Trece especias” y Xu Jinglei y Shao Bing en “Fotografías”. Además, todas las historias están conectadas por Wang Xuebing.

## Argumento
Durante los últimos y triviales preparativos de su boda, Zhou Jian (Wang Xuebing) y Xia Bei (Liu Jie) se van encontrando con los protagonistas de las cinco historias restantes, a través de las cuales pueden vislumbrar su propio pasado, así como su presente y su posible futuro.
En “Sonidos” los protagonistas experimentan los confusos y hermosos sentimientos del primer amor adolescente. En “Fotografías” se retrata la intensidad del apasionado amor entre dos jóvenes. “Juguetes” nos muestra la insípida y rutinaria vida de una joven pareja de recién casados, en contraste con el mundo idílico que habían imaginado. “Trece especias” nos hace ponernos en la piel de una pareja de mediana edad que, al poner su amor a prueba, se embarcan en un viaje que les dirige de forma irrevocable hacia el divorcio. En “Mahjong” contemplamos a unos ancianos que, en el ocaso de sus vidas, se profesan un cálido y tierno amor.

## Traducción del chino
Olivia Ávila, Inmaculada Bonet, Esther Díaz, Eva Domínguez, Aurora Lizana, Marta López, Lucía Martínez, Laura Ortega, Julia Rodríguez, María del Mar Salvador, Cristina Sierra, Violeta Villegas y Gabriel García-Noblejas. 
UGR, FTI, aula 6, 2 de junio de 2015, tras la clase del Maestro Zhang.
- Datos: Q7576962